# SoulHikers

SoulHikers bei ihrem Auftritt auf dem Bovelmarkt in Bassum 2025

SoulHikers (* 1989 im Schwarzwald) ist eine deutsche Sängerin und Streamerin. Sie wurde durch Streaming und Live-Auftritte seit 2021 bekannt. Rahel ist verheiratet und Mutter von zwei Kindern.  
Ihren Durchbruch und Eintritt in die Mittelalterszene markierte am 17. Mai 2022 die Veröffentlichung eines deutschsprachigen Covers von Valhalla Calling auf YouTube, das viral ging und bis heute zu ihren bekanntesten Werken zählt. Das Original stammt von Miracle of Sound.
Am 22. Dezember 2023 folgte in Zusammenarbeit mit Epentainment eine aufwendig neu produzierte Version des Songs samt Musikvideo.  
Sie ist in der deutschsprachigen Mittelalter‑, Folk‑ und Fantasy‑Szene sehr aktiv, bekannt für ihre zahlreichen Auftritte auf Festivals und Mittelaltermärkten, sowie durch ihre Online‑Streams und Musikveröffentlichungen. In diesem Umfeld fühlt sie sich künstlerisch zu Hause.

## Musikalische Laufbahn
Ihre Karriere begann Rahel als Hochzeitssängerin. Seit 2021 tritt sie zunehmend bei Mittelaltermärkten, Fantasy-Festivals und Groß-Events auf.  
Bekanntheit erlangte sie 2021 mit ihrer Finalteilnahme in Show Your Talent von Jens „Knossi“ Knossalla auf Twitch.
Seit Januar 2021 betreibt Rahel Musik- und Gaming-Streams auf Twitch. Wichtig sind ihr dabei Interaktion und der direkte Austausch mit ihrer Community. In einem Gespräch auf moin.fm sprach sie über ihre musikalische Arbeit, ihre Streaming-Aktivitäten sowie ihre Rolle in der Mittelalter- und Fantasy-Szene.

## Musikvideos und Eigenproduktionen
SoulHikers Videos entstehen in Zusammenarbeit mit Videoproduktionsfirmen wie A²‑Produktion. Das erste Musikvideo zu einem eigenen Song veröffentlichte SoulHikers im November 2024 unter dem Titel "Donner in den Schlachten". Es folgten weitere offizielle Videos zu den Titeln "Stille der Nordlichter", "Ragnars Sohn", "Brüder im Sturm" und "Draugr Vegr". Letzterer wurde von nordisch inspirierten Gruppen wie Heilung beeinflusst und enthält Gesang in einer eigens entwickelten Fantasiesprache, die sich an altnordischen Klangmustern orientiert.

## Musik und Veröffentlichungen
- Erste Single: Mittsommer (2023)[11]
- Erste Singleauskopplung aus dem Album Stimme der Seele: Donner in den Schlachten (veröffentlicht November 2024)[9]
- Debütalbum: Stimme der Seele (2025) mit elf Titeln, produziert u. a. von Epentainment und Jonathan Kas.[11]

Bekannte YouTube-Cover wie Valhalla Calling (dt.),Es flüstern mir die Winde, Now We Are Free  und weitere Lieder erreichten teils Millionen Aufrufe.

## Live-Aktivitäten
SoulHikers hat bereits auf zahlreichen Mittelaltermärkten gesungen, wie auch auf Conventions. 
Ihren Durchbruch bei Groß-Events hatte sie 2023 beim Staufer-Spektakel in Waiblingen, das als Meilenstein in ihrer Live-Karriere gilt.
Zu den wichtigen Auftritten zählen:
- Staufer-Spektakel Waiblingen (2023, 2024, 2025)[14]
- Bovelmarkt Bassum (2024, 2025)[15]
- Annotopia Bad Mergentheim (2024)[16]
- Irish Folk Festival Poyenberg (2025)[17]
- Nexus Festival Leipzig (2025)[18]
- FaRK Messe Mese (2025)[19]
- DGT Event Aach am Bodensee (2024, 2025)[20]
- ComicCon Freiburg (2024)[21]
- ComicCon Stuttgart (2024)[22]
- GoPlayCon Trier (2023)[13]

## Stil und Rezeption
Der Musikstil von SoulHikers verbindet traditionelle Instrumente, historische Klangfarben und moderne Arrangements. Sie beschreibt sich selbst als „singende Schildmaid“.
Ihre wachsende Community auf Twitch, YouTube, Spotify und Instagram schätzt besonders ihre emotionale Bühnenpräsenz, Vielseitigkeit und die enge Interaktion zwischen Künstlerin und Fans.

## Rezeption und Medienpräsenz
SoulHikers erhielt mediale Aufmerksamkeit durch die Unterstützung und das Hosting des bekannten Streamers Jens „Knossi“ Knossalla, was ihre Bekanntheit auf Twitch erheblich steigerte.  
In mehreren ausführlichen Interviews auf LikeGames gab Rahel Einblicke in ihre musikalische Entwicklung, ihre Streaming-Aktivitäten und die Teilnahme an Wettbewerben.  
Wichtige Meilensteine ihrer Karriere waren die Teilnahme an der Knossi Talentshow „ShowYourTalent“ sowie das Erreichen des Halbfinales und Finales.  
Darüber hinaus berichteten die LikeGames-Redaktionen über ihre Twitch-Partnerschaft, spezielle Streaming-Aktionen und die Veröffentlichung eigener Musikstücke wie den Song „Mittsommer“.  
Diese Berichterstattung dokumentiert die professionelle Entwicklung und zunehmende Bekanntheit von SoulHikers im Streaming- und Musikbereich.